# Специальный лётный отряд «Россия»
Специальный лётный отряд «Россия» (юридическое название ФГБУ «СЛО „Россия“») — предприятие, обеспечивающее перевозку воздушным транспортом должностных лиц Российской Федерации, и других важных лиц спецслужб РФ или ВС РФ, подчинённое Управлению делами Президента Российской Федерации.
Базируется в московском аэропорту Внуково в специальном правительственном терминале «Внуково-2». До 2009 года входило в состав ГТК «Россия».

## История
С 1938 года существовала Московская авиационная группа особого назначения (МАГОН)  Управления полярной авиации Главного управления Северного морского пути. В годы Великой Отечественной войны это наименование было присвоено специальной группировке самолётов ГВФ, базировавшейся на аэродроме Внуково. После войны МАГОН снова возродилась на аэродроме полярной авиации Захарково, который располагался на канале им. Москвы напротив Северного речного вокзала. В конце 1940-х годов в парке появились салонные модификации Ил-12 и Ил-14.

### Во время Великой Отечественной войны
С первых дней войны вся гражданская авиация СССР была подчинена интересам фронта. 23 июня 1941 года Совнарком СССР утвердил «Положение о Главном управлении гражданского воздушного флота на военное время». На основании этого положения был введён в действие мобилизационный план. В операционном отношении гражданский воздушный флот подчинили Наркомату обороны. Для помощи РККА и участия в фронтовых операциях из лучших экипажей были сформированы несколько авиационных групп особого назначения. Для обеспечения авиагрупп разбронировали спецавиатехническое имущество мобзапаса. На аэродроме Внуково была сформирована Московская авиагруппа особого назначения ГВФ (МАГОН), поступившая в оперативное подчинение Генштабу РККА. 
В конце 1942 года МАГОН была переформирована в 1-ю транспортную авиадивизию ГВФ, а с ноября 1944 года ее преобразовали в 10-ю Гвардейскую авиатранспортную дивизию ГВФ.
И. В. Сталин воспользовался внуковской МАГОН единственный раз при посещении на C-47 Тегеранской конференции.

#### Блокада Ленинграда
С 8 сентября 1941 года немецко-фашистские войска блокировали Ленинград с суши и единственной коммуникацией связи осажденного города с Большой землей стало замерзающее Ладожское озеро и воздушный коридор над ним. 20 сентября 1941 года ГКО принял постановление « Об установлении транспортной воздушной связи с городом Ленинградом». Московской авиагруппе особого назначения была поставлена задача по доставке продовольствия и боеприпасов и эвакуации квалифицированных рабочих, специалистов и учёных.
Из Внуково перебазировали 35 самолётов ПС-84 (Ли-2) на аэродромы Хвойная и Кушеверы, которые располагались в 250 км от Ленинграда в новгородских лесах. Перед этим взлётные полосы аэродромов были расширены и укреплены. 7 октября начались регулярные полеты в Ленинград.
Полет проходил по территории занятой советским войсками, но усиленно контролируемой авиацией противника. Самолеты не имели защиты и были плохо вооружены, поэтому одиночные самолёты обычно сбивались. Практика показала, что нужно летать строем. Перед рассветом самолеты производили взлёт тройками, обычно 9-12 самолетов, после взлета самолёты выстраивались в строй в форме «клина», после чего воздушный караван переходил на крейсерскую скорость и ложился на курс. В районе Тихвина с аэродрома Кайвакса взлетало звено истребителей прикрытия, которые пристраивались к группе и сопровождало ее на самом опасном участке через Ладожское озеро до Ленинграда. Над Ладогой самолёты шли на бреющем полете, прижимаясь к воде. На пути самолётов непрерывно барражировали немецкие истребители Ме-109, которые старались отсечь отставшие от группы Ли-2, в таких случаях наши самолёты смыкались в плотный треугольник, отражая нападения противника из бортовых пулеметов.
В Ленинградской операции МАОН впервые использовал бортовую радиосвязь. Ведущий самолёт при помощи бортовой рации давал команды своей группе и вёл переговоры с землёй. Здесь же экипажи отработали навыки ночных полётов, на которые авиагруппа полностью перешла в 1942 году.
В Ленинграде самолёты приземлялись на аэродромах Комендантский или Смольное. Ленинградские аэродромы постоянно подвергались обстрелу и бомбардировкам с воздуха. Экипажи помогали быстрее разгружать самолёты и отправлялись в обратный путь, взяв на борт блокадников.
В декабре лед на Ладожском озере достаточно окреп и стала действовать Дорога жизни, что позволило сократить воздушные перевозки. 29 октября Московская авиагруппа особого назначения (МАОН) перебазировалась обратно во Внуково, и авиаотряд перешёл в распоряжение Западного фронта.
С 7 октября по 29 декабря 1941 года самолёты Московского авиаотряда особого назначения совершили 3111 вылетов в осаждённый Ленинград, доставили 1909 тонн грузов, 4325 тонн продовольствия и вывезли 50 099 человек.

### После Великой Отечественной войны

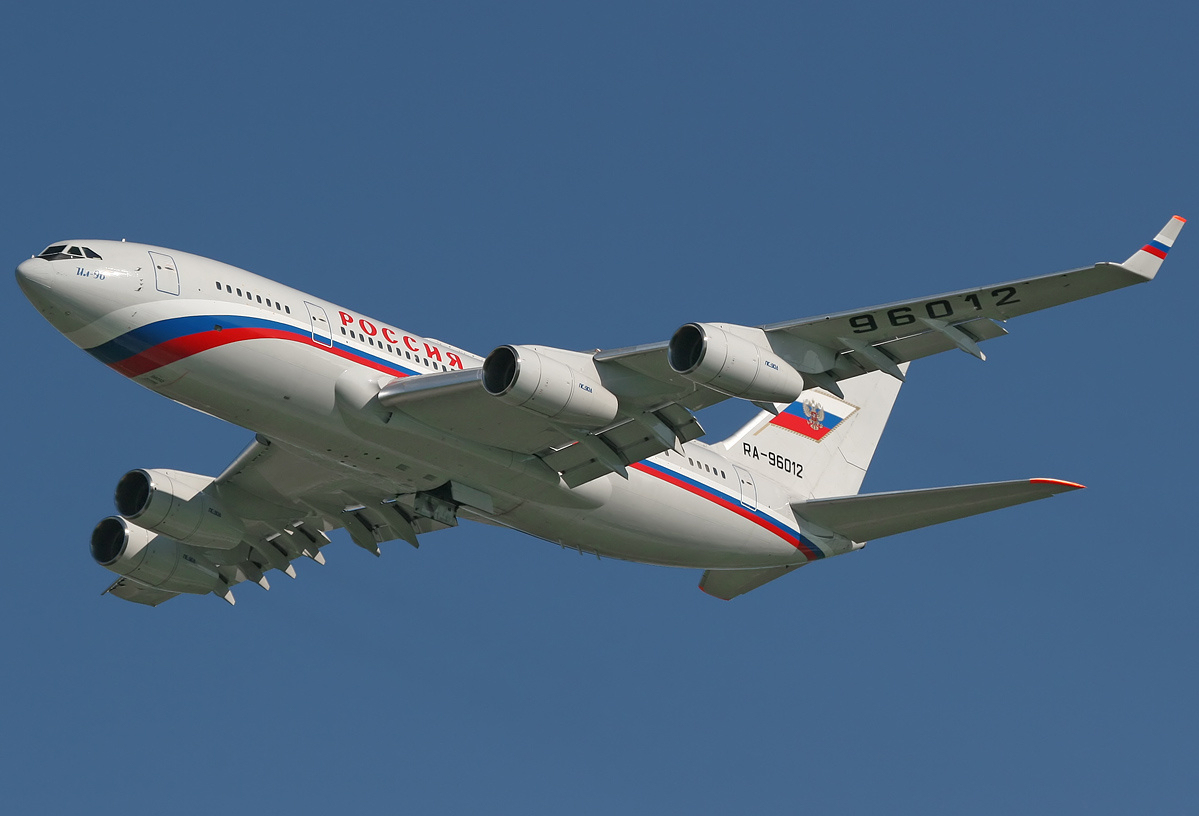
Президентский самолёт, Ил-96-300ПУ

До 1956 года высшие руководители СССР летали на военных самолётах, пилотировавшихся офицерами ВВС. Эта традиция была прервана 13 апреля 1956 года: Постановлением Совета Министров СССР № 496-295C Министерство обороны СССР было освобождено от обязанности по перевозке высших должностных лиц страны.
5 мая 1956 года Начальником Главного управления гражданской авиации СССР был издан приказ № 27 о создании в структуре «Аэрофлота» авиационного отряда особого назначения (АООН) с местом базирования в аэропорту Внуково. Позже АООН был переименован в Отдельный авиационный отряд № 235. Первым командиром отряда был А. И. Колеватов, лётный состав был набран из экипажей Московского транспортного управления гражданской авиации.
В 1957 году АООН осуществлял авиаперевозки на самолётах Ту-104 и Ил-18.
С 1959 года АООН стал называться Авиаотрядом № 235, и в его парк добавились ближнемагистральные Ту-124 и Ту-134, лёгкие Як-40, а также вертолёты Ми-4. На смену поршневым Ил-14 пришли турбовинтовые Ан-24. А в качестве флагманских самолётов для особо дальних полётов некоторое время использовались два Ту-116 — стратегические бомбардировщики Ту-95, переоборудованные в «салоны». В 1963 году был построен терминал «Внуково-2», который стал принимать и отправлять правительственные рейсы. В 1969 году Л. И. Брежнев пересел с Ил-18 на реактивный Ил-62, который стал главным салонным самолётом СССР вплоть до 1995 года.
С 1972 по 1986 год Правительственный авиаотряд возглавлял Герой Социалистического Труда Константин Сергеевич Никитенко.
В 1974 году в Отдельном авиационном отряде № 235 по требованию Андропова была введена должность заместителя командира части по режиму. Её замещал офицер КГБ.
В советское время на специальный лётный отряд возлагались обязанности по перевозке не только высшего руководства партии и правительства СССР, но и глав и общественных деятелей стран, дружественных СССР. С 1959 по 2009 год, в целях предоставления полёта экипажам, авиакомпания также осуществляла регулярные и чартерные пассажирские коммерческие авиаперевозки в СССР (России) и за рубеж.
В 1990 году, после гибели командира авиационного отряда № 235, новым командиром был назначен Владимир Потёмкин, который стал шеф-пилотом Президента СССР М. С. Горбачёва, а затем Президента РФ Б. Н. Ельцина.
С распадом СССР произошли изменения в воздушном парке руководства страны. В 1990 году Отдельный авиационный отряд № 235 был переименован в Отдельный авиационный отряд гражданской авиации, а в 1993 году преобразован в Государственную транспортную компанию «Россия».
В 1995 году борт № 1 Ил-62, доставшийся Б. Н. Ельцину по наследству от М. С. Горбачёва, заменили новейшим Ил-96-300ПУ (ПУ — пункт управления), оборудованным швейцарской компанией «Джет Авиэйшн». С приходом в Кремль В. В. Путина в отряде появился второй такой самолёт, оснащённый в России, но под надзором и по технологиям британской компании Dimonite Aircraft Furnishings.
В период с 1993 по 1999 год ГТК «Россия» испытывала финансовые трудности, приводившие к задержкам выплаты зарплаты, текучести кадров, вынужденной продаже новых самолётов Ан-124, Ту-204.
В 2009 году авиаотряд был выведен из ГТК «Россия» и стал относиться к Управлению делами Президента Российской Федерации, осуществляя перевозку только ограниченного круга определённых распоряжением президента Российской Федерации лиц.
В октябре 2006 года к ГТК «Россия» была присоединена авиакомпания «Пулково». Объединённая авиакомпания стала осуществлять полёты под флагом ГТК «Россия», и название авиакомпании сменилось на Федеральное государственное унитарное предприятие «Государственная транспортная компания „Россия“».
31 января 2009 года постановлением Правительства Российской Федерации правительственный авиаотряд был выделен из состава ГТК «Россия». В составе Управления Делами Президента Российской Федерации было создано учреждение Федеральное государственное бюджетное учреждение «Специальный лётный отряд „Россия“». В период с 15 апреля по 1 июля 2011 года отряд, на время ремонта взлётно-посадочной полосы во аэропорту «Внуково», менял аэропорт базирования для некоторых типов самолётов на «Шереметьево».
1 апреля 2011 года на совещании Совета Безопасности РФ по вопросу развития авиастроения Дмитрий Медведев подверг резкой критике свой новый самолёт Ту-214ПУ, на котором в первые месяцы эксплуатации наблюдались многочисленные технические проблемы.
В 2014 году на перевозку высших должностных лиц РФ из федерального бюджета было выделено около 2 млрд рублей.

## Пассажиры лётного отряда
Согласно указу Президента РФ, воздушные суда специального назначения выделяются с письменного согласия Президента для перевозки лиц, замещающих государственные должности Российской Федерации, отдельные должности федеральной государственной службы, и иных лиц.
Согласно указу Президента Российской Федерации, «Специальный лётный отряд „Россия“» осуществляет персональное обслуживание:
- Президента Российской Федерации;
- избранного, но не вступившего в должность (до инаугурации) Президента РФ;
- Председателя Правительства Российской Федерации;
- Министра иностранных дел Российской Федерации;
- Председателя Совета Федерации Федерального Собрания Российской Федерации;
- Председателя Государственной Думы Федерального Собрания Российской Федерации;
- Председателя Верховного Суда Российской Федерации
- Председателя Конституционного Суда Российской Федерации;
- Генерального прокурора Российской Федерации;
- Председателя Следственного комитета Российской Федерации;
- Руководителя Администрации Президента Российской Федерации.

Также с 1978 года в рамках свидетельства эксплуатанта («под флагом») правительственного авиаотряда находится авиация Объединённого авиационного отряда специального назначения (ОАО СН) ФСБ России, осуществляющая перевозку руководителей данной службы.
В мае 2013 года Патриарху Кириллу был предоставлен самолёт Ил-96 для совершения визита в Китай. Пресс-служба РПЦ пояснила, что это сделано «в качестве исключения в связи с дальностью перелёта». Позднее в Управлении делами Президента объяснили, что перевозка была осуществлена на основе разового разрешения Президента России.
В конце декабря 2016 года для выезда дипломатов из США был направлен самолет СЛО «Россия» управделами президента страны.
29 сентября 2017 года два самолёта Ту-214 летного спецотряда «Россия» подключили к перевозке пассажиров авиакомпании «ВИМ-Авиа» из Анталии. Пресс-секретарь управления делами президента РФ Елена Крылова сообщила, что это сделано по распоряжению Владимира Путина.
5 марта 2022 года Ил-96 (RA-96019) вылетел из Санкт-Петербурга в Вашингтон, чтобы забрать на Родину российских дипломатов, которых правительство США объявило персонами non grata. Из-за закрытого воздушного пространства Финляндии и европейских стран пилотам пришлось лететь через Мурманск. Несмотря на закрытие воздушного пространства США для российских самолётов, для данного рейса было сделано исключение.

## Флот

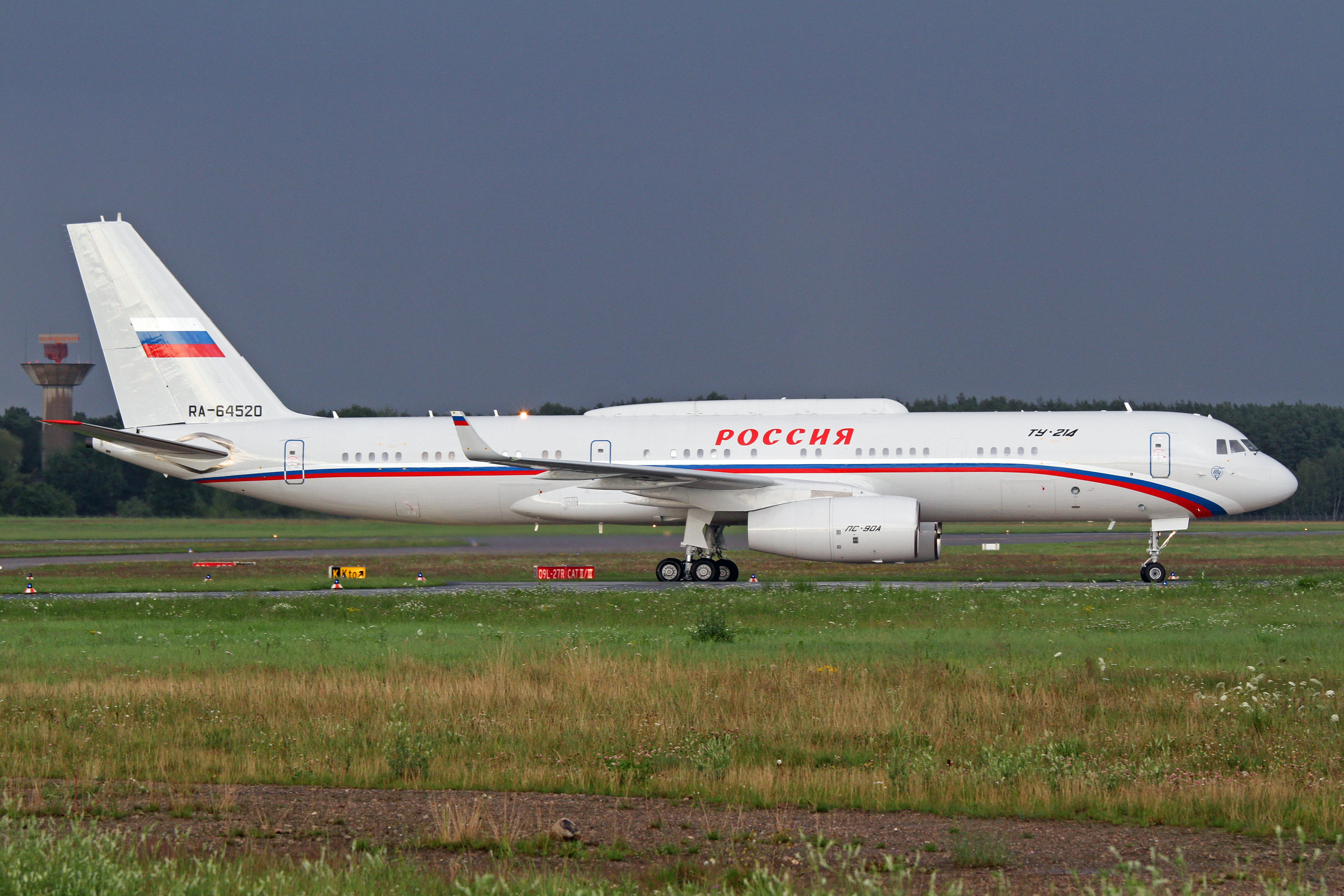
Ту-214 СЛО «Россия»

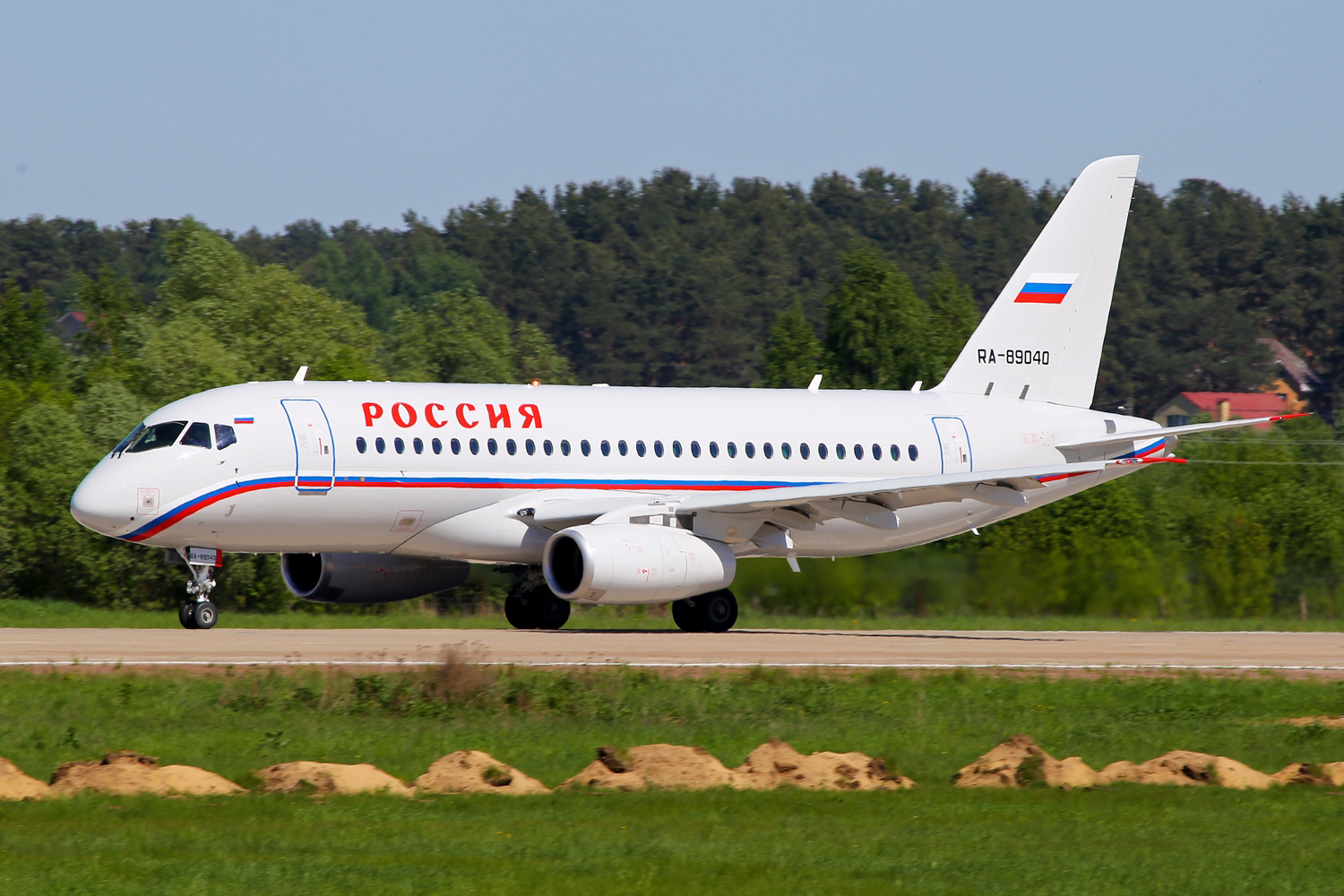
Сухой Суперджет 100 СЛО «Россия»

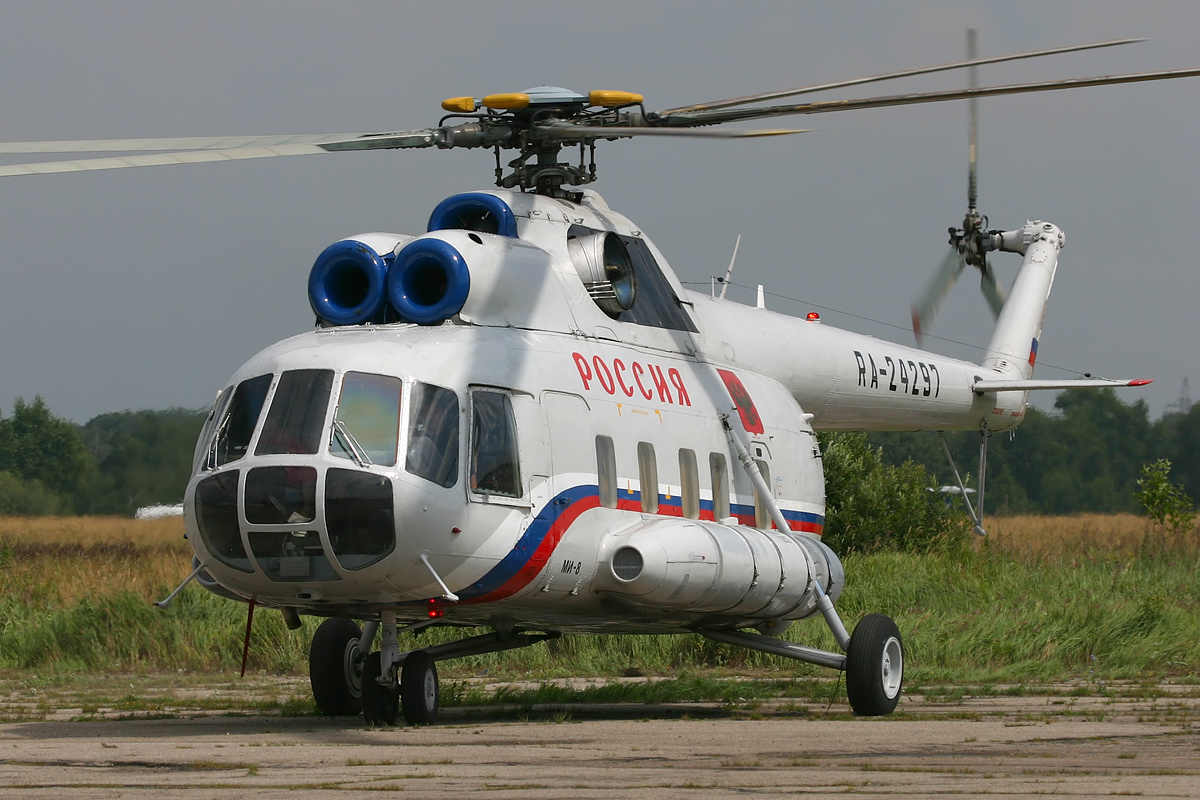
Ми-8ПС-7 СЛО «Россия»

По состоянию на июль 2022 года размер флота ФГБУ «Специальный лётный отряд „Россия“ Управления делами Президента Российской Федерации» составлял 48 самолётов и 23 вертолёта:

## Президентский самолёт России
Президентский самолёт России, или борт номер один, — самолёт Президента России. Самолёт является рабочим кабинетом и мобильным центром управления государством. Работу «воздушной резиденции» Президента России обеспечивает специальный лётный отряд (СЛО) «Россия».

### Флот, используемый для перевозки Президента России

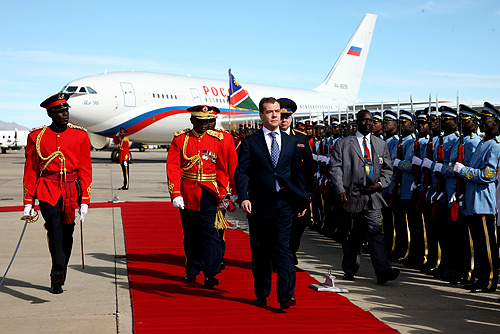
Дмитрий Медведев и почётный караул на фоне Ил-96-300ПУ в Виндхуке, Намибия.

- Ми-8 — 8 шт (RA-25529, RA-25533, RA-25538, RA-25633, RA-25634, RA-25635, RA-25636, RA-25827).
- Як-40 — 2 шт. (RA-87968, RA-87972);
- Ту-214ПУ — 2 шт. (RA-64517, RA-64520);
- Ту-214СУС — 2 шт. (RA-64522, RA-64524) — резервные;
- Ил-96-300ПУ(М) — 2 шт. (RA-96012, RA-96016) — пункт управления (модифицированный) — резервный;
- Ил-96-300ПУ(М1) — 2 шт. (RA-96020, RA-96021) — пункт управления (модифицированный) — флагман;
- Ил-96-300 — 1 шт. (RA-96023) — специальная комплектация «Салон»;
- Ил-96-300ПУ(М1) — 1 шт. (RA-96022)[21]

#### Ил-96-300
Специальный вариант Ил-96-300, разработанный для перевозки Президента Российской Федерации. Ил-96-300ПУ (пункт управления) построен в четырёх экземплярах. Отличий по лётно-техническим характеристикам от базовой версии у него практически нет, кроме увеличенной дальности за счёт некоторых доработок. На самолёте установлено оборудование, позволяющее вести управление вооружёнными силами в случае ядерного конфликта.
Внешне самолёт также не имеет отличий от базового варианта, за исключением вытянутого обтекателя систем связи в верхней части фюзеляжа. Первый самолёт этой версии был собран в 1995 году для Бориса Ельцина. Второй Ил-96 (б/н 96016), построенный для Владимира Путина, поднялся в воздух 21 апреля 2003 года. Его испытывал заслуженный летчик-испытатель России Виктор Галкин.
На борту Ил-96-300ПУ имеются три бара, комната отдыха с двумя кроватями для президентской четы, рабочий кабинет площадью 10 м².
26 мая 2010 года был заключён госконтракт на поставку ещё двух самолётов с пунктами управления Ил-96-300ПУ(М1). Согласно сайту Федерального казначейства, стоимость контракта составила 10,39 млрд руб. Первый из них (RA-96020) поднялся в воздух в августе 2012 года и был передан правительственному авиаотряду в декабре того же года. Второй (RA-96021) поднялся в воздух в августе 2013 и был передан СЛО «Россия» 30 января 2014 года. Ожидалось, что с 2014 года старые Ил-96-300ПУ (б/н 96012 и 96016) будут переведены в резерв.
25 апреля 2013 года был заключён госконтракт на поставку ещё одного, пятого самолёта с пунктами управления Ил-96-300ПУ(М1). Согласно сайту Федерального казначейства, стоимость самолёта составила 5,2 млрд рублей. Поставка была запланирована до конца 2015 года. Лайнер был поставлен заказчику 22 июля 2016 года.

## Авиапроисшествия и катастрофы
- За время существования авиаотряда имели место 2 авиакатастрофы. Обе они произошли в 1960-е годы и связаны с освоением самолётов Ил-18. 17 августа 1960 года под Киевом из-за отказа техники разбился самолёт, выполнявший рейс Каир — Москва. Погибли 34 человека. 6 апреля 1967 года в Подмосковье по неустановленным причинам при взлёте упал самолёт, выполнявший технический рейс Домодедово — Внуково. Погибли 8 членов экипажа.
- 9 февраля 1961 года Ил-18, на котором Леонид Брежнев (тогда Председатель Президиума Верховного Совета СССР) летел с визитом в Гвинею, был по неустановленной причине атакован над Средиземным морем истребителем ВВС Франции, который сделал три захода на опасно близкое расстояние от самолёта и дважды открывал стрельбу по советскому самолёту с последующим пересечением его курса. Пилотам удалось вывести свой самолёт из зоны обстрела. Впоследствии Брежнев оценил мастерство и мужество командира экипажа того рейса Бориса Бугаева. Во время руководства Брежневым КПСС Бугаев стал министром гражданской авиации, главным маршалом авиации и дважды Героем Социалистического Труда[26].
- В январе 1998 года вертолёт Ми-8, на борту которого находились Борис Немцов, Сергей Ястржембский и Татьяна Дьяченко с сыном Глебом, по причине ложного срабатывания сигнализации о пожаре совершил вынужденную посадку в 12 километрах от Торжка. Никто не пострадал, но визит высоких гостей в резиденцию президента «Русь» был задержан на несколько часов[27][28].
- Самый крупный инцидент, произошедший с самолётами авиакомпании в российское время, имел место 8 февраля 1999 года. Тогда, успешно приземлившийся в аэропорту «Внуково» Ил-96, при рулении, зацепил вертикальной законцовкой правой плоскости хвостовое оперение McDonnell Douglas DC-9 итальянских ВВС, который стоял на перроне в 28 метрах от осевой линии рулежной дорожки. На борту Ил-96 находился Борис Ельцин, прибывший с похорон короля Иордании Хусейна. DC-9 должен был через несколько часов вылететь в Рим с итальянской делегацией во главе с премьер-министром Италии Массимо Д’Алемой, находившейся в России с официальным визитом. У DC-9 пострадали левая часть руля высоты, левая законцовка стабилизатора и киль, сам самолет частично развернуло. Никто из находившихся на борту Ил-96 не пострадал.[29] Впоследствии DC-9 был признан не подлежащим ремонту и списан, Ил-96 после незначительного ремонта вернулся в строй. По итогам расследования инцидента был снят с должности руководитель ГТК «Россия» Владимир Качнов, а авиакомпания компенсировала итальянской стороне стоимость повреждённого самолёта[30].
- В декабре 2000 года во время визита Владимира Путина на Кубу в аэропорту Гаваны скончался штурман самолёта сопровождения авиакомпании. В марте 2007 года в районе Норильска в кабине самолета Ил-62, летевшего из Москвы в Анадырь, умер 40-летний бортинженер[31].
- 2 августа 2005 года Ил-96-300ПУ с президентом на борту из-за неполадок в тормозной системе не смог взлететь из аэропорта финского города Турку, где Владимир Путин находился с официальным визитом[32]. 22 августа по предложению Федеральной службы по надзору в сфере транспорта полёты всех самолётов Ил-96 были запрещены. Результатом запрета стали многомиллионные убытки авиакомпаний, использовавших Ил-96, в первую очередь Аэрофлота[33]. 3 октября генеральный директор ВАСО Вячеслав Саликов был отправлен в отставку[34], полёты Ил-96 были возобновлены в тот же день. Запрет на полёты продлился 42 дня.
- 19 октября 2015 года в воздушном пространстве Швейцарии произошло опасное сближение истребителя F/A-18 ВВС Швейцарии и самолёта Ту-204, на котором в Женеву направлялась российская делегация во главе со спикером Госдумы Сергеем Нарышкиным[35].
- 18 ноября 2016 года в воздушном пространстве Швейцарии 3 истребителя ВВС Швейцарии сопровождали российский самолёт Ил-96, летевший в Перу, несколько минут до границы с Францией.

## Санкции
Из-за вторжения России на Украину Специальный лётный отряд «Россия» был внесён в санкционный список Евросоюза.
3 марта 2022 года лётный отряд был включён в торговый санкционный список США, предприятие не сможет приобретать ряд товаров и технологий у США без получения лицензии, при этом действует «политика отказа»
10 марта 2022 года лётный отряд включён в санкционный список Канады «за роль в содействии или поддержке неспровоцированного и неоправданного вторжения президента Путина в Украину».
По аналогичным основаниям лётный отряд «Россия» вошёл также в санкционные списки Швейцарии, Украины и Японии.